# 床安
床安（とこやす、1950年7月6日 - ）は、大相撲の元床山。本名は西村安士。長崎県出身。出羽海部屋に所属していた。最高位は特等床山。

## 履歴
- 1966年9月場所 - 採用。
- 1999年以前 - 一等床山。
- 2012年1月場所 - 特等床山に昇進。
- 2015年5月場所 - 停年退職。